# Patrick Treanor
Patrick Joseph Treanor (Londra, 15 marzo 1920 – Roma, 18 febbraio 1978) è stato un astronomo e gesuita britannico.

## Biografia
Nato a Londra nel 1920, studiò al collegio gesuita di Stamford Hill e nel 1937 si unì alla Compagnia di Gesù a Roehampton. Nel 1943 si immatricolò al Campion Hall dell'Università di Oxford, dove conseguì il dottorato di ricerca in astrofisica nel 1950. Membro della Royal Astronomical Society dal 1947, fu ordinato sacerdote nel 1952 dall'arcivescovo Thomas Roberts.
Dopo aver vinto il Johnson Memorial Prize per la sua tesi e la Skynner Junior Fellowship del Balliol College, tornò a Oxford per lavorare all'Osservatorio dell'Ateneo dal 1954 al 1959. Lavorò come Research Associate all'Osservatorio Lick dell'Università della California tra il 1959 e il 1960, ricoprendo la stessa carica per il biennio successivo all'Osservatorio Yerkes dell'Università di Chicago. Noto per i suoi studi sul mezzo interstellare, dal 1961 iniziò a lavorare alla Specola Vaticana, occupandosi in un primo momento del riallineamento del nuovo telescopio Schmidt. Membro della Pontificia Accademia delle Scienze, si occupò anche di divulgazione scientifica sulle pagine dell'Osservatore Romano.
Fu nominato direttore della Specola Vaticana nel 1970 e diresse l'osservatorio astronomico fino alla morte nel 1978, causata poco prima del suo cinquantottesimo compleanno da un'embolia cerebrale.
L'asteroide  483636 Treanor prende il nome in suo onore.